# Isidor z Milétu
Isidor z Milétu (řecky: Ισίδωρος ο Μιλήσιος) byl řecký architekt původem z Milétu, který spolu s Anthémiem z Trallu navrhl chrám Hagia Sofia v Konstantinopoli v letech 532–537. Také vytvořil první souhrnnou sbírku Archimédových prací.